# Amy Chua
Pour les articles homonymes, voir Chua.
Amy L. Chua (chinois simplifié : 蔡美儿 ; chinois traditionnel : 蔡美兒 ; pinyin : Cài Měi'ér ; Wade : Ts'ai⁴ Mei³erh²), née en 1962 à Champaign dans l'Illinois, est professeur de droit à l'université Yale à New Haven, dans le Connecticut, aux États-Unis.

## Biographie
Amy est née le 26 octobre 1962 à Champaign dans l'Illinois et est sino-philippino-américaine. Comme jeune fille, elle est quelquefois sujet à des moqueries, pour son accent et son apparence. Ceci fait réagir sa mère, qui lui apprend à être fière de sa différence.
Elle devient professeure à la faculté de droit de Yale. Elle publie en 2003 un premier ouvrage Le monde en feu. Violences sociales et mondialisation, qui provoque de vives polémiques aux États-Unis notamment. Elle y explique que la conjonction d'un marché engendrant des inégalités disproportionnées et de la démocratie peut engendrer des haines ethniques à travers le monde. Le livre a été traduit en 2007 en français.
Début 2011, elle publie son livre L'Hymne de bataille de la mère tigre (Battle Hymn of the Tiger Mother) consacré à l'éducation parentale. Elle y évoque l’éducation très stricte qu’elle a reçue dans sa jeunesse et décrit comment sa tentative d’appliquer la même discipline envers ses propres filles a connu un niveau de succès aléatoire. Si une partie du livre est constituée d’anecdotes dans lesquelles elle n’a pas toujours le beau rôle, elle y expose aussi comment, à son avis, la tendance voulant que l’emphase soit placée sur l’estime de soi de l’enfant au détriment de l’exigence s’avère contre-productive. Aux États-Unis, le livre suscite une importante controverse et fait d'Amy Chua une personnalité médiatique,.
L'auteur et homme politique J. D. Vance a été un élève d'Amy Chua et c'est elle qui l'a persuadé d'écrire un récit autobiographique.  Le livre qui en résulte, Hillbilly Élégie, a été publié en 2016 et a reçu beaucoup d'attention aux États-Unis.  Vance a décrit Amy Chua comme la « marraine littéraire » du livre.  
Amy est l'épouse de Jed Rubenfeld, également professeur de droit à Yale, de qui elle a eu deux filles, Sophia et Louisa.

## Publications

### Roman autobiographique
- Battle Hymn of the Tiger Mother, éd. Penguin Press, 2011[5],

### Essais
- (en) World on Fire: How Exporting Free Market Democracy Breeds Ethnic Hatred and Global Instability, éd. Anchor, 2002, réééd. 2004
- (en) Day of Empire: How Hyperpowers Rise to Global Dominance--and Why They Fall, éd. Doubleday, 2007,
- (en) The Triple Package: How Three Unlikely Traits Explain the Rise and Fall of Cultural Groups in America, coécrit avec  Jed Rubenfeld, éd. Penguin Press, 2014,
- (en) Political Tribes: Group Instinct and the Fate of Nations, éd. Penguin Books, 2018

### Livres traduits en français
- Le Monde en feu. Violences sociales et mondialisation, [« World on fire'. How exported Free Market Democracy Breeds Ethnic Hatred and Global Instability], trad. de Laurent Bury, Paris, Editions du Seuil, coll. « Les livres du nouveau monde », 2007 [2003].
- L'Hymne de bataille de la mère Tigre, [« Battle Hymn of the Tiger Mother »], trad. de Juliette Bourdin, Paris, Éditions Gallimard, coll. « Hors série Connaissance », 2011, 304 p.  (ISBN 978-2-07-013313-0)